# Unité urbaine d'Erstein
L'unité urbaine de  est une unité urbaine française centrée sur la commune d'Erstein, dans le département du Bas-Rhin en région Grand Est.

## Données générales
Dans le zonage réalisé par l'Insee en 2010, l'unité urbaine était composée de deux communes.
Dans le nouveau zonage réalisé en 2020, elle est composée des deux mêmes communes.
En 2022, avec 11 917 habitants, elle représente la 9e unité urbaine du département du Bas-Rhin.
En 2020, sa densité de population s'élève à 287 hab/km2. Par sa superficie, elle représente 0,85 % du territoire départemental et, par sa population, elle regroupe 1,01 % de la population du département du Bas-Rhin.

## Composition 2020 de l'unité urbaine
Elle est composée des deux communes suivantes :
| Nom                    | Code Insee | Département | Statut       | Superficie (km2) | Population (dernière pop. légale) | Densité (hab./km2) | Modifier                                    |
| ---------------------- | ---------- | ----------- | ------------ | ---------------- | --------------------------------- | ------------------ | ------------------------------------------- |
| Erstein (ville-centre) | 67130      | Bas-Rhin    | ville-centre | 36,22            | 11 076 (2022)                     | 306                | modifier les données · modifier les données |
| Schaeffersheim         | 67438      | Bas-Rhin    | banlieue     | 3,96             | 841 (2022)                        | 212                | modifier les données · modifier les données |

## Évolution démographique
| 1968  | 1975  | 1982  | 1990  | 1999   | 2009   | 2014   | 2021   |
| ----- | ----- | ----- | ----- | ------ | ------ | ------ | ------ |
| 6 830 | 8 008 | 8 732 | 9 269 | 10 370 | 11 450 | 11 842 | 11 691 |

#### Données générales
- Unité urbaine
- Aire d'attraction d'une ville
- Aire urbaine (France)
- Liste des unités urbaines de France

#### Données démographiques en rapport avec l'unité urbaine d'Erstein
- Aire d'attraction de Strasbourg (partie française)
- Arrondissement de Sélestat-Erstein

#### Données démographiques en rapport avec le Bas-Rhin
- Démographie du Bas-Rhin